# Gmina Rakke
Gmina Rakke (est. Rakke vald) – gmina wiejska w Estonii, w prowincji Virumaa Zachodnia.
W skład gminy wchodzą:
- Alevik: Rakke.
- 30 wsi: Ao - Edru - Emumäe - Jäätma - Kaavere - Kadiküla - Kamariku - Kellamäe - Kitsemetsa - Koila - Koluvere - Kõpsta - Lahu - Lammasküla - Lasinurme - Liigvalla - Mõisamaa - Mäiste - Nõmmküla - Olju - Padaküla - Piibe - Räitsvere - Salla - Sootaguse - Suure-Rakke - Tammiku - Villakvere - Väike-Rakke - Väike-Tammiku.